# 石出奈々子
石出 奈々子（いしで ななこ、1984年9月30日 - ）は、日本のお笑いタレント。千葉県松戸市出身。浅井企画所属。

## 来歴
- 出生地は香川県丸亀市[2]。姉1人、弟が1人いる。ただし地元では「姉は1人」と公言しているとのこと[3]。
- 公称サイズは身長148センチメートル (cm)、B79cm、W63cm、H94cm[2]。
- 千葉県立国府台高等学校卒業[4]、明治学院大学文学部英文学科卒業[2]。元々テレビに出る側に憧れ、小学4年生の時に早くテレビに出たい思いから日本テレビ『欽ちゃんの全日本仮装大賞』に出場するために、学校内で仲間を集めて『欽かそクラブ』（欽ちゃんの仮装大賞を略して「欽かそ」）を作り、ネタ作りと練習に励んで予選に出場したことがあったものの、地区予選以上に進出したことは無く、出演は叶わなかった[5][6]。その後、安達祐実に憧れて女優を目指し[7]、『ホリプロタレントスカウトキャラバン』、『国民的美少女コンテスト』、『モーニング娘。』のオーディションなど多くのオーディションに応募するも、いずれも採用には至らなかった[8]。それでもテレビの仕事を志し、裏方の局員でもいいと思ってTBS、中部日本放送などを受験したが[9]、大学卒業後はテレビの制作会社に入社し、バラエティ番組のADになる[8]。それでも夢は諦めてはおらず「もしかしたらスカウトされるかも」という気持ちもAD時代にあったという[8]。その後、ADは生半可な気持ちでは出来ないと考え直して[8]、改めて表に出る側に立ちたいと発起し、制作会社は1年で退社[8]。その後、スクール生募集の告知のポスターを見付けたのがきっかけで[7]、2008年4月にワタナベコメディスクール女性タレントコースに3期生として入学、同スクール2009年3月に卒業後、お笑い芸人となる[2]。2008年から2009年まで女性コンビ『ぽっちゃり天国』経て、解散後の2010年1月9日以降はピン芸人として活動している[10]。
- 2014年のR-1ぐらんぷりで3回戦進出[11]（名探偵コナンものまね＆コナンあるあるを披露）、2016年に初の準決勝進出[12]、2017年は決勝に進出し、決勝ではファーストステージを通過してファイナルステージに進出し、3位に入賞を果たした。この時に、漫画家の尾田栄一郎から「俺の中では優勝！」と絶賛され、石出と交流のある声優の田中真弓と『ONE PIECE』つながりということでそのコメントを受け取ったこともあった[5]。
- 2006年、勝又悠監督「夏音風鈴」で映画デビュー。「東京豚女」では主演を務めるなど、女優としても活動していた。
- 2021年3月13日、ワタナベコメディスクールの同期生であり10年交際していた望月隆寛（ダニエルズ）との結婚を発表[13][1][14][15]。この時婚姻届の証人となったのは、キャイ〜ン・天野ひろゆきと爆笑問題・田中裕二[16]。
- 2024年3月17日、第一子となる男児を出産[17]。

## 人物
- 英検2級、書道初段、世界遺産検定3級、教員免許（中学校教諭一種免許・英語、高等学校教諭一種免許・英語）、色彩検定3級のそれぞれの資格があり、救命救急技能認定証を持っている[2]。
- チーズ、寿司、から揚げ[18]、カリカリ梅が好物[19]。基本的に塩辛い物を好む[20]。
- 趣味は雑誌付録集め。雑誌付録に興味を持ったのは2010年頃で、この頃に宝島社の雑誌『sweet』の付録だったrichブランドのランチトートバッグを入手。当時街でこれを持っている人をよく見かけて可愛いなと思い、ネットで調べたら付録だと知って驚いたと言い、これが初めて買った雑誌付録だった。これまでに買った付録は100を超えている[21]。
- aikoの大ファンであり、それが高じてaikoの動き物真似を始めた。ファンクラブにも入っており[22]、いつかaikoのPVに出ることが夢。また特技として世界各国の国歌が歌える。
- NHK連続テレビ小説『なつぞら』の大ファンであり、同ドラマの全編アニメーションのオープニングを浅井企画の芸人らと実写化し、話題を集めた[23]。その後、これに続いて同じ連続テレビ小説の『スカーレット』の全編アニメーションオープニングの実写化を行っている[24]。
- 2017年または2018年頃から、太めの下半身をカバーする「痩せ見えコーデ（コーディネート）」をInstagramに投稿し続けている。「ぽちゃかわ」芸人と言われ、ファッションに悩む「ちょいぽちゃ」体型の女性たちの救世主とも言われている。腰と足が太く、ヒップは通常で100cm、「調子が良い時」でも90cm台で、既製品のスカートを履いたら自然と体にぴったりして人魚の尾ひれ状のように膝下付近から裾が広がりマーメイドラインになった。ダイエットするよりも、太ってもそのように見えない服探しをやってきたということで、下半身痩せに特化したコーデの投稿を始め、最初はビフォアアフターとして前後の比較は写真を使用したが、後に動画投稿に移行[25]した。痩せ見えコーデの鉄則の一つとして「膝は見せない」「脚を見せるのなら、ふくらはぎの一番太いあたりから下だけ」「細見え効果があるので、足首や手首は出した方がいい」といったことを話している[26]。
- 落語家の春風亭昇々は幼稚園、小学校、中学校が全て同じ同級生で、当時から互いのことを知っていた同士だった[27][28]。

## 芸風
- 全身タイツを着て演じるものがある。白いタイツの時は「トイレ芸人」として[29]便器に関するネタを（最後に「サンキューWC!」と言うのが主）、赤いタイツの時は「臓器芸人」として[30][31]臓器・器官に関するネタを、また茶色いタイツの時はメスゴキブリ芸人として興奮するとゴキジェットを体にかけるネタを演じる。
- 全身タイツ以外では、「DJミキコ」に扮してDJキャラでネタを演じるもの、「ADあるある」、「CanCam系女子」など。
- 近年はものまねでの活動が多くなっている。スタジオジブリ作品のキャラクターが元のネタについては、ジブリキャラの物真似、ジブリ作品にありがちなシーンのネタ[32]や、「もしもジブリ映画の主人公が○○だったら」シリーズのネタを演じている[33]。近年では、手を広げて仰向けになり「不思議ぃ～」と発する台詞を決め台詞のようにすることが多い[34]（なお、こういったシーンは実際のジブリ作品には見られない[5]）。これについて「あくまで“ジブリっぽい”ネタ」ということでただのジブリの物真似にならないように「トトロ」「バルス」など直接的なワードは使わず、衣装も特定のヒロインに近付けないものとし、ネタのために腕まくりしやすいようなものにしている[5]。

### ものまねレパートリー
浅井企画・そっくり館キサラの公式プロフィールによる。
- 名探偵コナン 江戸川コナン
- 名探偵コナン 灰原哀
- ONE PIECE モンキー・D・ルフィ[35]
ルフィ役声優の田中真弓から公認をもらっている[36]。
- 新世紀エヴァンゲリオン 碇シンジ
- スタジオジブリ作品のキャラクター
- aiko
- 天海祐希
- 小泉今日子
- 椿鬼奴
- ともさかりえ
- 小林聡美
- 石倉三郎
- 千秋
- イモトアヤコ
- ももいろクローバーZ 有安杏果
- ももいろクローバーZ 百田夏菜子
- 村主章枝
- 武井咲
- 石原さとみ
- 堀北真希
- 吉高由里子
- YOU
- 仲間由紀恵
- 木下優樹菜
- misono
- 浅野温子
- 小嶋陽菜
- 板野友美
- えづく室内犬
- 沸騰するヤカンの音

## 賞レース
- 2014年 R-1ぐらんぷり 3回戦進出
- 2016年 R-1ぐらんぷり 準決勝進出
- 2017年 R-1ぐらんぷり 決勝3位

## 主な出演

### テレビ
- せのぶら!（朝日放送）- 「せのぶら本舗」リポーター
- エンタの神様（日本テレビ）
- どぶろっくPresentsもしかして×2（2015年10月19日 - 、千葉テレビ）- レギュラー
- ものまねグランプリ（日本テレビ）
- 今夜もドル箱V（2016年5月11日、テレビ東京）
- 沸騰ワード10（2016年6月10日、日本テレビ）
- ピエール瀧のしょんないTV（静岡朝日テレビ）- 「ミラクルキッシーズ」のメンバーとして不定期出演
- 行列のできる法律相談所（日本テレビ）- 2016年10月30日、再現Vの中で千秋 (タレント)役として出演
- カイモノラボ（TBS）- 不定期レギュラー
- キニナル金曜日（TBS）- 不定期レギュラー
- まるごと（2018年4月5日 - 、静岡第一テレビ）- 木曜日「解決!エキスパ」コーナー担当
- 歴博のミカタ（ケーブルネット296） - レギュラーリポーター
- ヴィランの言い分  - ヴィラン・毒キノコ
- ヴィランの言い分  - ヴィラン・いぼ痔

### ラジオ
- 現役女子高生 大場はるか＆上杉まゆみの(仮)がとれません。（エフエムとおかまち）
- POWER BAY MORNING（2016年4月1日 - 、Bayfm）- 金曜レギュラー
- 高柳明音の生まれてこの方（ラジオ日本）
- マイナビ Laughter Night（TBSラジオ） - 2017年11月10日[37]、2019年4月5日[38]
- サタデーミュージックバトル 天野ひろゆき ルート930（2019年11月16日 - ニッポン放送）

### Web
- 講談社Presents ☆スタ缶〜レジェンド〜☆（あっ!とおどろく放送局）
- 腸活特化型Youtubeチャンネル「ウンTube」
- 『LIVEPARK』金曜ロードSHOW!公式裏配信「金ローただいま実況中」日本テレビ「金曜ロードSHOW!『名探偵コナン 瞳の中の暗殺者』−2019年2月7日

### 映画
- 夏音風鈴（2006年、勝又悠監督）
- 東京豚女（2008年、勝又悠監督）- 主演
- 姫の卑屈な日常（2008年、勝又悠監督）
- 愛の小手指（2009年、筧昌也監督）- 佐知代 役
- 裁判長!ここは懲役4年でどうすか（2010年11月6日公開、豊島圭介監督）
- お笑いウォーターガール（2012年11月16日公開、雨宮翔監督）- 松坂編子 役
- くろまじゅつ（2018年、門田樹監督）

### DVD
- 短編集DVD『小田急足柄線』（勝又悠監督）

### ライブ
- 55☆NEXT!!（浅井企画主催、新宿バティオス、毎月第1木曜日開催）
- お笑いダイナマイトショー（浅井企画主催、年1回開催）
- そっくり館キサラ
- お笑いライブ TEPPEN
- お笑いガールズミニコレクション
- お笑い無法地帯Neo
- 7ピンLIVE（キャプテン渡辺、TAIGA、中村涼子、マツモトクラブ、三福エンターテイメント、ルシファー吉岡とのユニットライブ 第1回は2016年4月22日[39]）
- せつこ石出は晴天なり （せつこ、本日は晴天なりとのユニットライブ 第1回は2016年8月21日）[40]

単独ライブ
- ヒロイン（東京・下北沢 しもきた空間リバティ）- 2018年1月14日[41]